# Veliki tihooceanski otok smeća
Veliki tihooceanski otok smeća, Velika tihooceanska nakupina smeća (eng. Great Pacific Garbage Patch, GPGB), velika površina Tihog oceana čijom površinom pluta cjelovita nakupina smeća, ponajviše plastičnog otpada. Otok počinje 2000 km od Kalifornije. 
Oblikovao se unutar Sjevernopacifičkoga oceanskog vrtloga.

## Povijest
Otkriven je 1997. godine. Oblik je permanentnog neplaniranog antropogenog štetnog djelovanja na prirodni okoliš. Obuhvaća stalno brzo rastuću površinu od 617.763 četvornih kilometara (naraslo na 1,6 milijuna četvornih kilometara do 30. svibnja 2019.) i u njoj pluta preko 79 tisuća tona plastike, prema mjerenjima iz ožujka 2018. godine. Najveću je masa plastike u moru na svijetu. Prostire se središnjim Tihim oceanom između Havaja i Kalifornije, a sadrži oko 1,8 bilijuna komada plastike. Većinu tog otpada čine potrošni, odbačeni ili izgubljeni dijelovi ribolovnog alata, mreža i konopa, korišteni u legalnom i često u ilegalnom ribolovu. Posljedica nakupina ovog smeća na godišnjoj razini je smrt više od 100 tisuća kitova, dupina i tuljana, rastući broj mrtvih morskih ptica i ostalih životinja koje u trbuhu imaju puno malih komada plastike koje su instinktivno pojele misleći da je to hrana, ali upravo od toga umiru ili se zapetljaju i uguše. U organizme uđu i u sitni komadi mikroplastike prirodnim jedenjem ili disanjem, mimo volje konzumenata. Projektima uklanjanja otoka nastoji se ukloniti velike komade plastike, sprječavajući tako nastanak opasnije mikroplastike koju je teško ukloniti iz organizma. Plastika usitnjena na mikro i nano veličine štetno djeluje i na drugi način. Raspadanjem se taloži na morskom dnu te sprječava kisiku dotjecanje do organizama kojima je neophodan život, poput alga, algi, nepokretnih i slabo pokretnih životinja te ostalih biljaka koje zbog nedostatka kisika slabe i ugibaju. Plutajuća plastika na sebe privlači i veže druge toksične spojeve koji ulaze u probavni sustav morskih organizama te hranidbenim lancem ulaze u čovjeka.

Jedan je od pet odobalnih zona nagomilavanja plastike u svjetskim oceanima. Neki navode da bi trebalo još jedan otok smeća pridružiti ovoj skupini velikih. Šesti se nalazi unutar Arktičkog kruga u Barentsovom moru. koji je povezan s Framskim tjesnacem. Procjenjivalo se da se godišnje u oceane iz rijeka izlijeva od 1,15 do 2,41 milijun tona plastike. Preko pola te plastike je gušće od vode, zbog čega ne tone. Jače plastike odolijevaju te otplove daleko na pučinu kamo ih odnose struje, sve dok se ne nakupe u prostirku izvan djelovanja struja. Ulaskom u divovski vrtlog prostirke, ne napuštaju ju više sve dok se ne raspadnu u mikroplastiku pod utjecajem sunca, erozije, valova i morskih organizama. Veliki otok tek je jedan u sjevernopacifičkom vrtlogu i u stvari je Istočni veliki tihooceanski otok smeća. Sjeverozapadno u suptropskoj konvergencijskoj zoni nalazi se još jedan veliki otok smeća, a dalje ka zapadu je Zapadni tihooceanski otok smeća, bliže japanskoj obali. I ostali svjetski oceani imaju velike akumulacijske zone smeća. Na sjevernoj polutci su dvije koje se kreću u smjeru kazaljke na satu, na sjevernom Tihom oceanu i sjevernom Atlantskom oceanu. Na južnoj polutci su tri i kreću se obrnuto od kazaljke na satu: u Indijskom oceanu, južnom Tihom i južnom Atlantskom oceanu. Na okretanje djeluju i termohalinska cirkulacija i Coriolisova sila.
Ocean Cleanup Foundation i još šest sveučilišta su nakon trogodišnje studije ustanovili je 2019. da veliki otok otpada u Tihom oceanu ima 16 puta više otpada nego što se mislilo dotad. 1. lipnja 2019. bilo je oko 150 milijuna tona plastičnog otpada te između Havaja i Kalifornije oko 1,8 bilijuna komada plastičnog otpada (80.000 t), te ako se nastavi zagađivanje ovim trendom, do 2050. godine u oceanima će biti više plastičnog otpada od ribe.
Premda je visoka koncentracija plastičnih komadića, ovaj otok smeća je maglovita strka velikih i malih plastičnih komadića koji se prostiru do 33 metra u dubinu. Postao je omiljenim odredištem turista koji vole obilaziti mjesta ekoloških katastrofa.

## Saniranje
Nizozemac hrvatskog porijekla Boyan Slat osmislio je 2018. godine sustav za čišćenje koji bi kroz pet godina trebao ukloniti polovicu otpada. Projekt je pokrenuo još 2013. godine. Osnovao je neprofitnu organizaciju The Ocean Cleanup, sa sjedištem u Nizozemskoj. Dizajnirao je 20 milijuna dolara vrijedan sustav za čišćenje komada smeća koje pluta Tihim oceanom. Plutajući sustav je 17. rujna 2018. postavljen na obali San Francisca nakon čega je slijedilo dvotjedno testno razdoblje prije nastavka rada punom snagom. Svaki sustav je dug 600 metara i planiraju postaviti 60 takvih sustava po Tihom oceanu kroz naredne dvije godine te širiti sustav na druge oceane. Ocean Cleanupov sustav djeluje tako što prikuplja smeće koje pluta oceanom. Brod za sobom vuče goleme plutajuće cijevi ispunjene zrakom i duge oko 600 metara, tvoreći potkovastu zmijoliku barijeru. Barijera slobodno pluta nošena morskim strujama i vjetrovima. Tri metra duga pregrada nastavlja se u dubinu od cijevi, pa otpad zadržava unutar zmijolike potkove, pa morskim organizmima omogućuje nesmetano plivati i plutati oceanom. Nakon pola godine vraća ga se na kopno radi uklanjanja otpada i usmjeravanja na recikliranje. 
Primijećeno je da plastika povremeno izlazi iz sustava, no ti su tehnički problemi riješeni. Slat je objavio da je u tijeku dizajniranje drugog sustava koji može djelovati bez ljudske pomoći te na duže vrijeme od prvog modela.

## Vanjske poveznice
- The Independent
- e-sfera Biogeni i antropogeni procesi i oblici - Primjeri antropogenog djelovanja na izgled prostora
- Focus on Globalisation Plastic Island